# ワールドNOW
『ワールドNOW』（ワールドナウ）は、1984年4月8日から同年9月30日まで日本テレビで放送されていた報道番組である。正式名称は『お洒落なニュースショー ワールドNOW』（おしゃれなニュースショー - ）。リクルート（『週刊住宅情報』名義）の一社提供。

## 概要
トランスポンダ（衛星共用利用機構）を活用した番組で、ニューヨーク、ワシントン、ロサンゼルス各地に設営したサテライトスタジオと東京のスタジオを結んでの生中継を行っていた。キャスターは楠田枝里子、ケント・ギルバート、マリアンが務めていた。